# Virgin America
Virgin America (Code AITA : VX ; code OACI : VRD) est une compagnie aérienne à bas prix américaine en activité entre 2007 et 2018 qui assurait essentiellement des vols intérieurs aux États-Unis, depuis son principal hub, l'aéroport international de San Francisco. En avril 2016, Virgin America est vendue à Alaska Air Group pour près de 4 milliards de dollars. Virgin America poursuivit ses propres opérations jusqu'à son absorption totale par Alaska Airlines le 24 avril 2018.

## Histoire
La création de cette compagnie était un projet du groupe Virgin, détenu par l'anglais Richard Branson qui contrôlait déjà par ailleurs les compagnies Virgin Atlantic Airways et Virgin Australia. La loi américaine limitant l'actionnariat étranger à 49 % et le contrôle étranger à 25 % pour une compagnie domestique américaine, Virgin America a dû lever des fonds importants auprès d'investisseurs américains avant de pouvoir débuter ses opérations.
En avril 2016, Alaska Air Group annonce l'acquisition de Virgin America renforçant ainsi ses positions sur la côte Ouest des États-Unis. La marque Virgin America disparaît deux ans plus tard.

## Destinations
Au moment de la disparition de la marque, Virgin America exploitait une trentaine de lignes : 27 domestiques et 3 vers le Mexique. Sa base principale était située sur l'aéroport international de San Francisco, une base secondaire étant située sur l'aéroport international de Los Angeles.

## Flotte

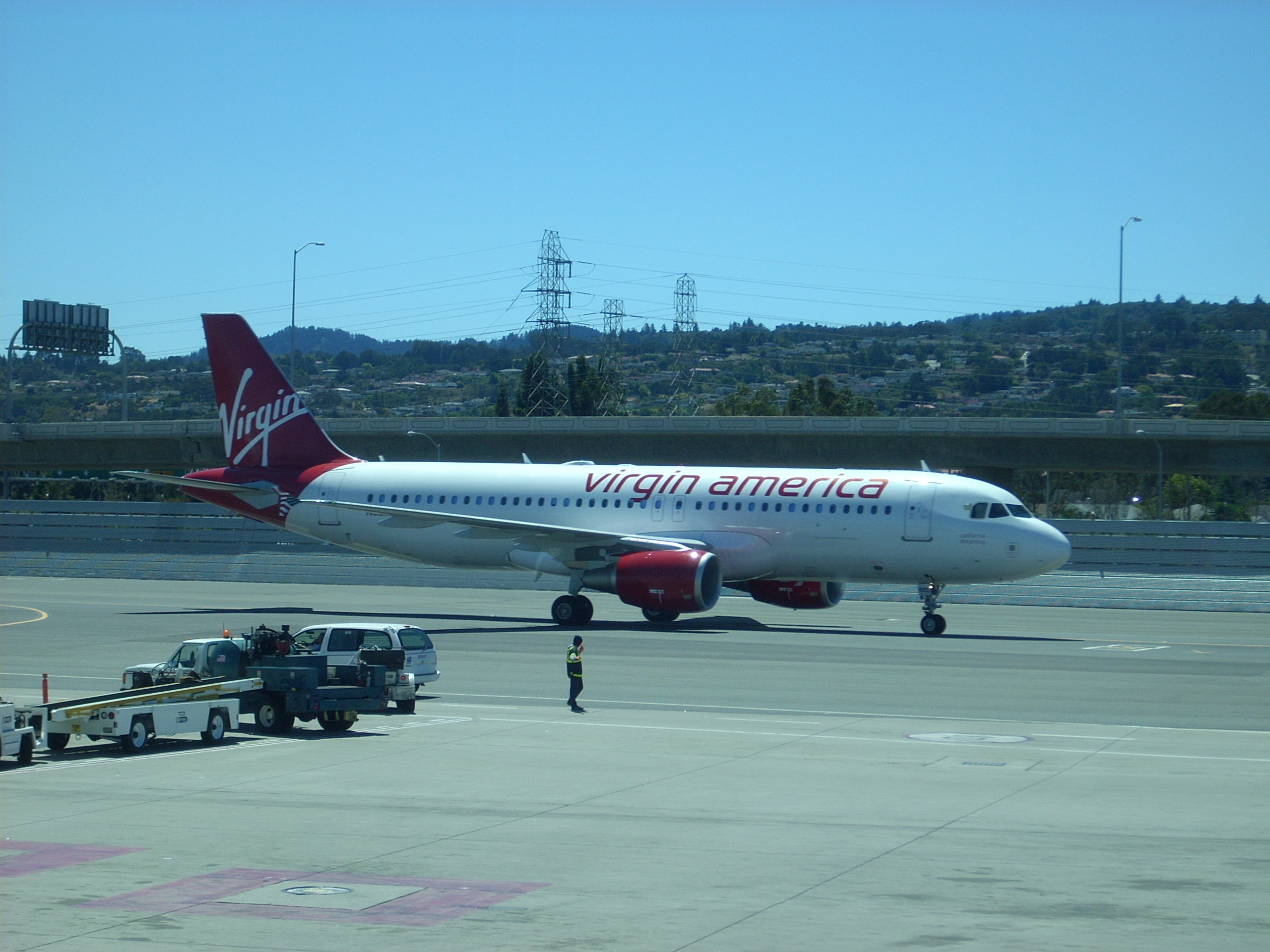
Le California Dreaming, Airbus A319-100 à l'Aéroport international de San Francisco

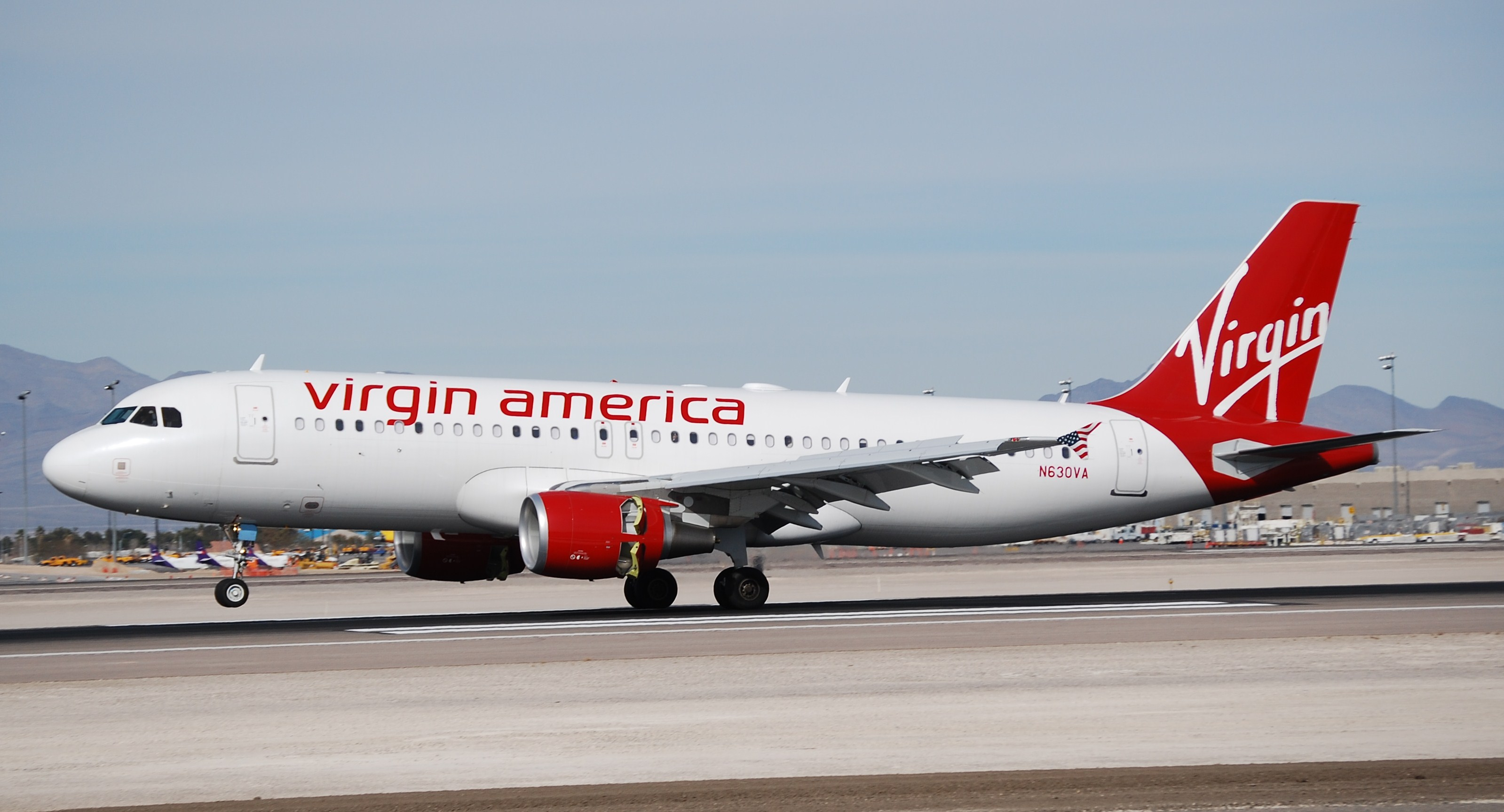
Airbus A320-200 à l'aéroport international de Las Vegas

Comme la plupart des compagnies à bas coût, la flotte de Virgin America était constituée d'un seul type d'appareil. La compagnie a porté son choix sur Airbus, et a passé commande directe de 10 Airbus A319 et de 18 Airbus A320 (19 achetés, 15 en location).
En janvier 2018, avant la fusion avec Alaska Airlines, la flotte se composait comme suit :
| Avions          | Total | Sièges | Sièges | Sièges | Sièges | Notes                                                                                                |
| Avions          | Total | F      | Y+     | Y      | Total  | Notes                                                                                                |
| --------------- | ----- | ------ | ------ | ------ | ------ | --- |
| Airbus A319-100 | 10    | 8      | 12     | 99     | 119    | Transférés à Alaska Airlines                                                                         |
| Airbus A320-200 | 53    | 8      | 12     | 129    | 149    | Transférés à Alaska Airlines                                                                         |
| Airbus A320-200 | 53    | 8      | 12     | 126    | 146    | Transférés à Alaska Airlines                                                                         |
| Airbus A320neo  | —     | TBA    | TBA    | TBA    | TBA    | Commande de 30 appareils transférée à Alaska Airlines livraisons prévues 2020-2022                   |
| Airbus A321neo  | 4     | 8      | 18     | 159    | 185    | 10 appareils commandés mais seulement 4 réceptionnés par Virgin America Transférés à Alaska Airlines |
| Total           | 67    |        |        |        |        | |

## Cabine

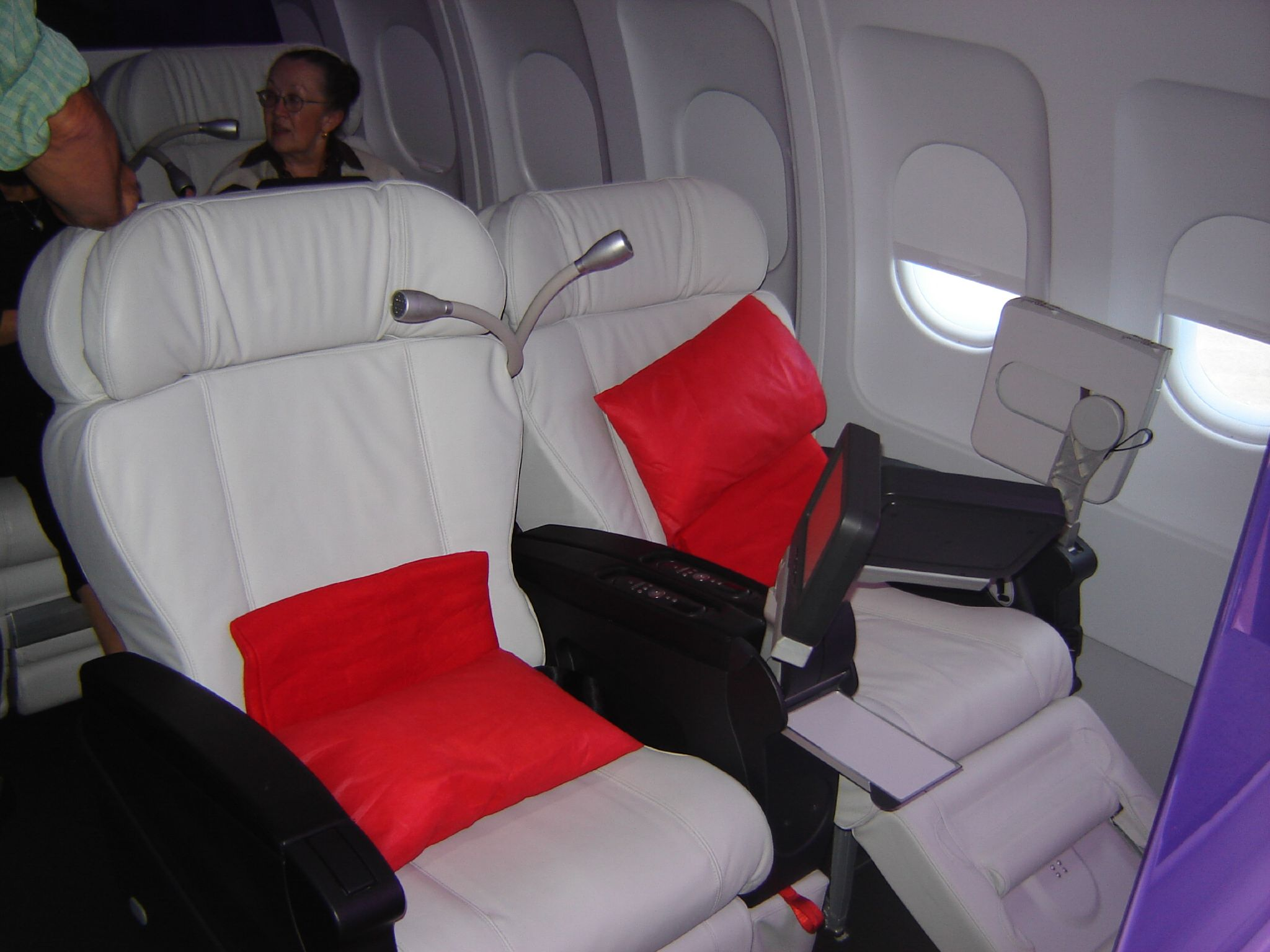
Première classe de Virgin America

Virgin America propose un service bi-classe sur tous les vols qu'elle assure. Les deux cabines sont équipées d'un éclairage d'ambiance, et chaque siège est équipé d'écran personnel avec un système de divertissement en vol appelé Red permettant d'écouter des milliers de musiques, de louer des films, de commander sa nourriture et bien de discuter avec une personne assise à l'autre bout de l'avion.

### First class
Les fauteuils de première classe offre 55 pouces (1 400 mm) de hauteur et de 28 pouces (710 mm) de large. Les sièges disposent de ports USB et Ethernet, des appuie-tête ajustables, une fonction de massage, des petites lampes dirigeables, de prises de courant... Les passagers assis en première classe reçoivent des repas gratuits, rafraîchissements, boissons alcoolisées et disposent de comptoirs dédiés à l'aéroport, de contrôle de sécurité, et d'un embarquement prioritaire. En première classe, Red offre gratuitement la télévision par satellite en direct, des films sur demande, des programmations de télévision à la demande et une sélection de jeux.

### Main cabin
C'est le nom donné à la cabine économique. Les sièges offrent 32 pouces (810 mm) de hauteur et 19,7 pouces (500 mm) de largeur avec différents ports comme l'USB et des appuis-tête réglables. Dans la cabine, Red offre gratuitement la télévision en direct par satellite, des locations payantes de films sur demande et des émissions de télévision à la demande, une petite sélection de jeux gratuits et une plus grande sélection de jeux à l'achat. Red peut être utilisé pour l'achat de collations, des repas et des boissons alcoolisées. Les agents de bord reçoivent les commandes via une tablette électronique, éliminant ainsi la nourriture traditionnelle et le service de boissons.

### Main cabin select
Nom de la « classe économique + », ce n'est pas une classe distincte, mais plutôt les sièges économiques situé près des sorties de secours et en face des cloisons. Les passagers se voient proposer plus de confort dans des conditions similaire à la cabine principale mais ont 38 pouces (970 mm) d'espace entre le siège et celui de devant et des bacs de bagages dédiés. Comme en première classe, des repas, des rafraîchissements et des boissons alcoolisées sont gratuites, comme le sont les chaînes de télévision premium et films. Les comptoirs d'enregistrement et contrôles de sécurité à l'aéroport sont les mêmes qu'en classe économique.

## Prix
- Virgin America a été élue meilleure compagnie aérienne domestique en 2009 par le magazine Travel + Leisure[3].
- Virgin America a été élue meilleure compagnie aérienne domestique en 2009 en finissant première au Annual Zagat Airline Survey[4].

## Galerie

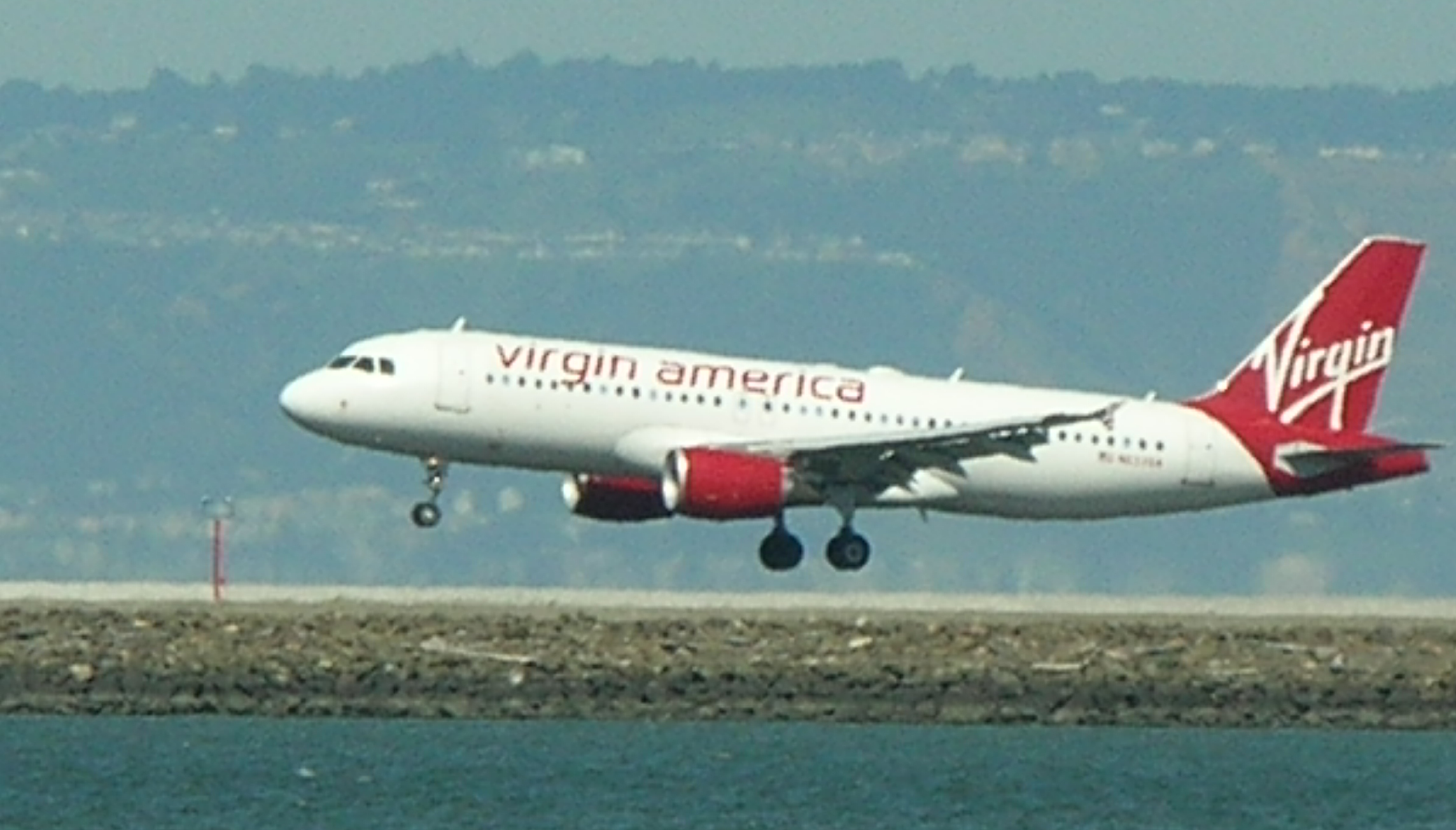
Airbus A320
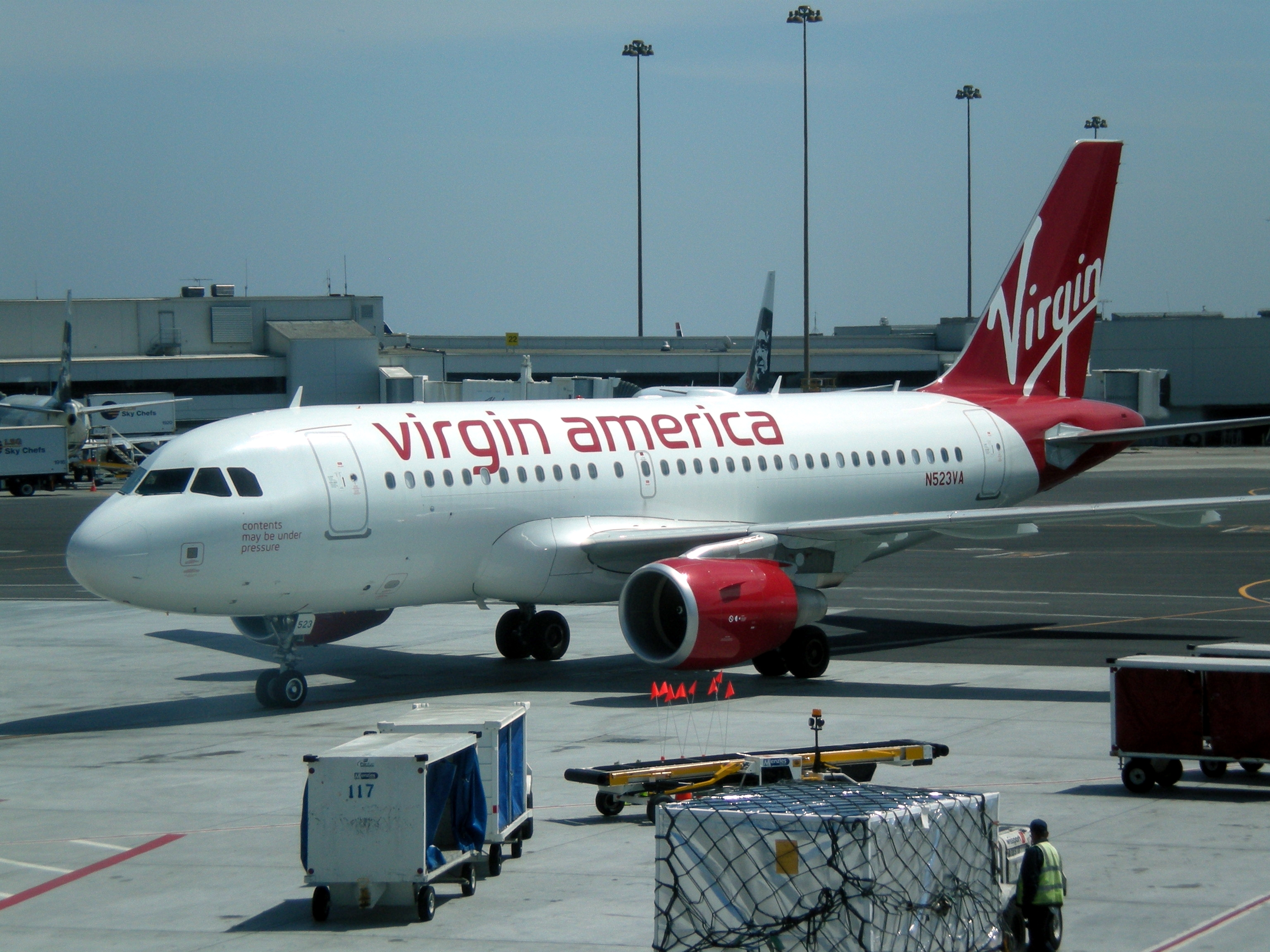
Airbus A319
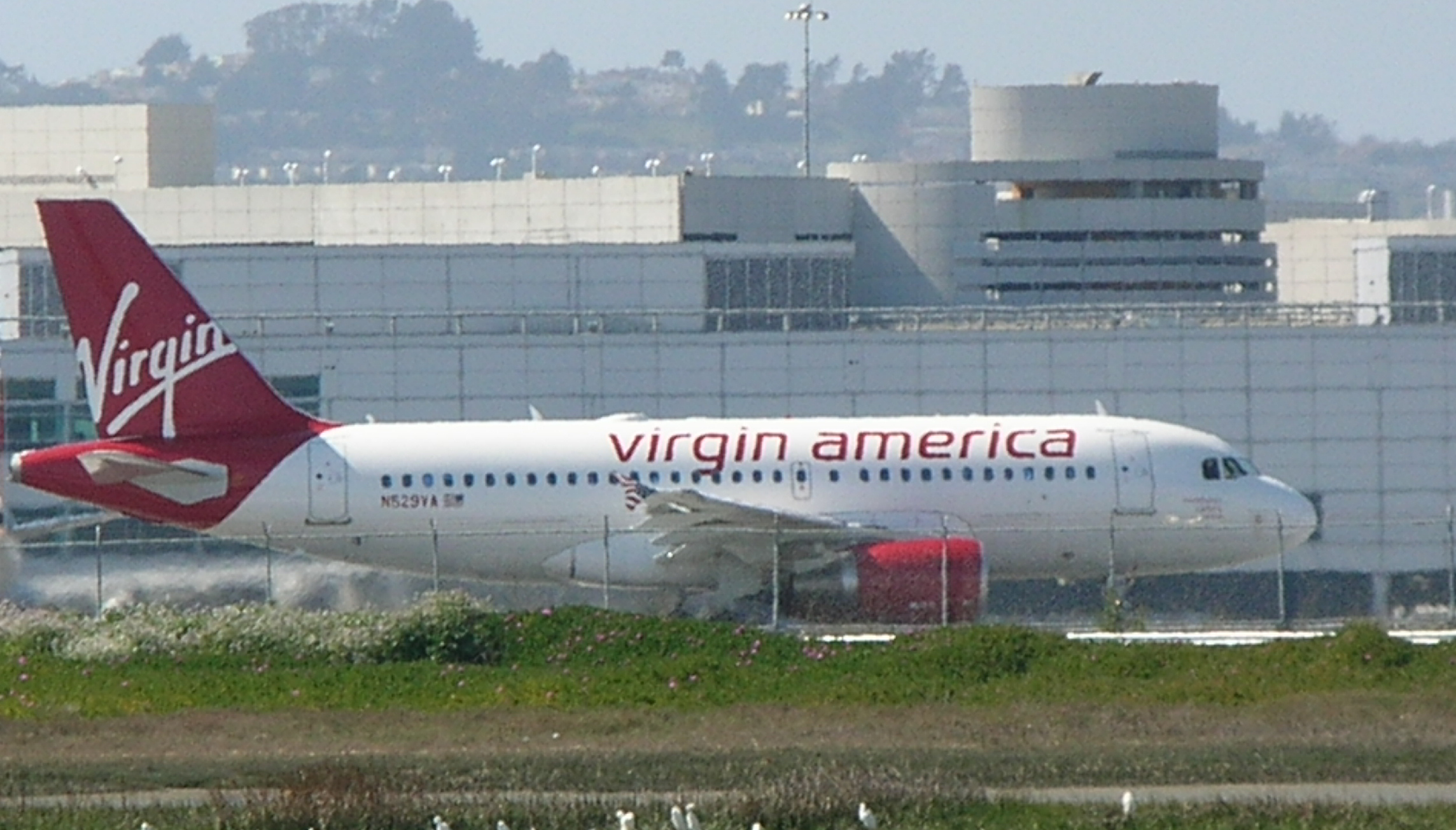
Airbus A319
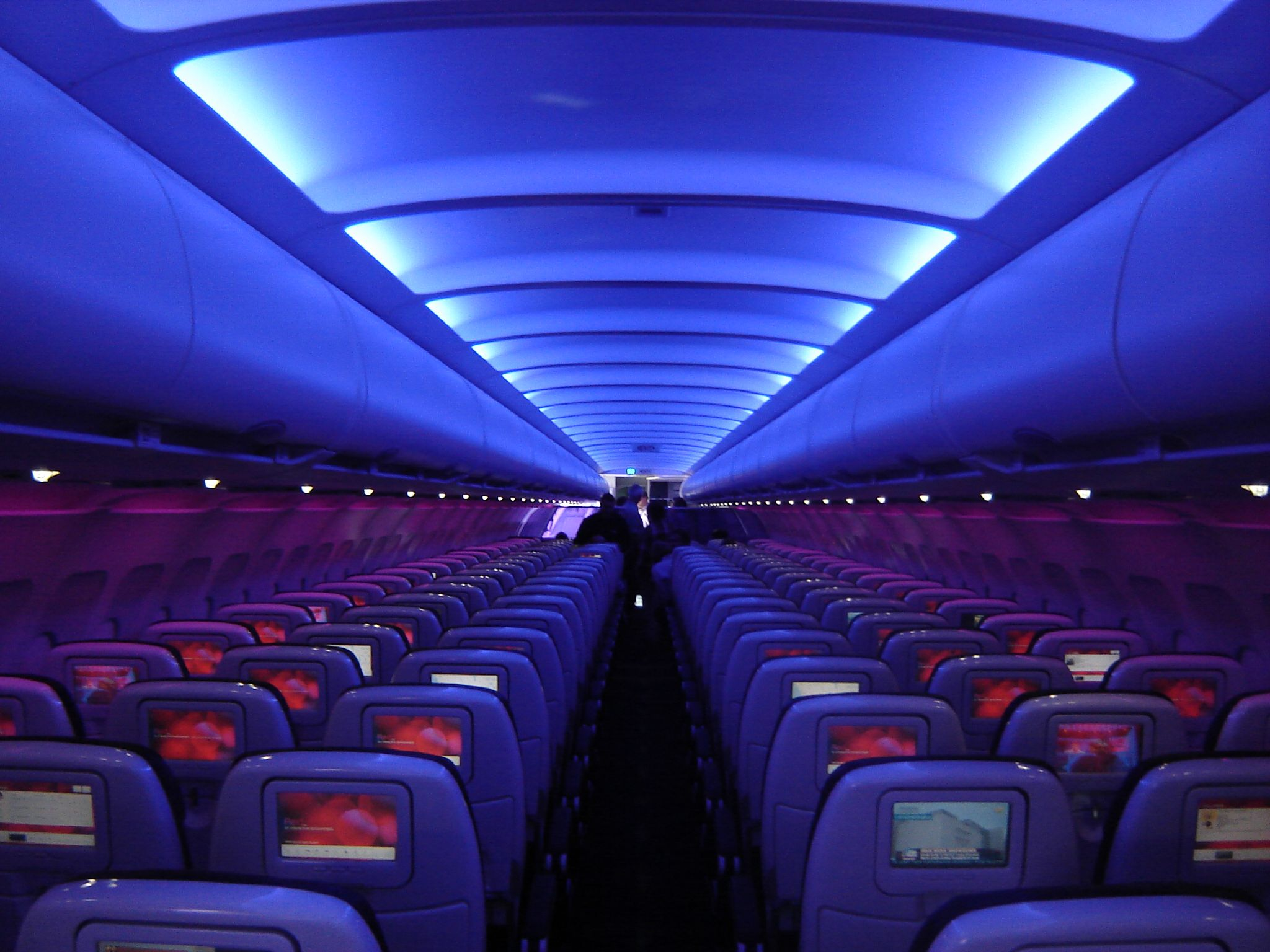
Cabine intérieure de Virgin America